# Écluse de Saint-Martin
L'écluse de Saint-Martin est une écluse à bassins doubles du canal du Midi. Construite vers 1674, elle se trouve à 131,6 km de Toulouse à 67 m d'altitude. Les écluses adjacentes sont l'écluse de l'Aiguille à l'est et l'écluse de Fontfile, à l'ouest.
Elle est située sur la commune de Blomac dans le département de l'Aude en région Occitanie.